# グランド・モフ・ウィルハフ・ターキン
グランド・モフ・ウィルハフ・ターキン（Grand Moff Wilhuff Tarkin）は、アメリカのSF映画『スター・ウォーズ』シリーズに登場する架空の軍人。シリーズ第1作であるエピソード4/新たなる希望（1977年公開）に主要な悪役として登場し、同映画ではピーター・カッシングが演じた。

## 概要
スター・ウォーズ エピソード4/新たなる希望（1977年公開シリーズ第1作）にてピーター・カッシングが演じる悪役として初登場した。銀河帝国軍の高官であり、惑星を一撃で破壊するスーパーレーザー砲を備えた巨大人工天体の宇宙要塞デス・スター（初代）の司令官を務め、レイア姫の故郷である惑星オルデランを破壊するなど恐怖による支配の徹底を図る総督（グランド・モフ）という役回りだった。
エピソード4では皇帝パルパティーンが登場せず、ダース・ベイダーもターキンの側近のような立場にあったため、悪役の帝国軍側のトップとして登場した。
反乱同盟軍の秘密基地がヤヴィン第4衛星にあることをつかんだターキンは、デス・スターを率いて同衛星の破壊に向かったが、レイア姫が持ち帰った情報によりデス・スターには中央反応炉に通じる排熱口があるという弱点をつかんだ反乱軍が出撃してこれを迎え撃つ（ヤヴィンの戦い）。ヤヴィン第4衛星を射程に捉え、部下にその破壊を命じ、勝利を確信しきった次の瞬間、反乱軍パイロットルーク・スカイウォーカーにより排熱口にプロトン魚雷を撃ち込まれてデス・スターを破壊されて死亡するという役回りだった。
エピソード4のうちに死亡したため、『エピソード5帝国の逆襲』（1980年公開シリーズ第2作）以降には登場しないが、エピソード4の前日譚にあたる『エピソード3シスの復讐』（2005年公開シリーズ第6作）、『ローグ・ワン』（2016年公開スピンオフ作品）、アニメ作品の『クローン・ウォーズ』（2008年-2020年テレビアニメ）と『反乱者たち（2014年-2018年テレビアニメ）には登場する。また彼を主人公としたスピンオフ小説に『スター・ウォーズ　ターキン』がある（上巻 ISBN 978-4864912334 下巻 ISBN 978-4864912341）。

## ターキンの経歴
ターキンは元々、惑星エリアドゥの名門貴族出身で、この工業惑星の副総督も兼任していた。以前、通商連合とヴァローラム銀河元老院最高議長との間で会談が行われた際に、自ら議長の接待役を務め、以後中央権力への足掛かりを掴む。だがこれが同時に、ヴァローラムにとっては失墜の始まりとなる。
数年後、ターキンは共和国辺境領域保安軍中佐として、わずか三十代半ばにしてすでにパルパティーン元老院最高議長や、その他多くの権力者達との深い繋がりを持っていた。
なお、この「共和国辺境領域保安軍」の存在は、一見すると『エピソード2/クローンの攻撃』で明かされた「クローン大戦開戦前には銀河共和国が戦争に対応できる常備軍を保有していなかった」という設定と矛盾しているように見える。しかし、ジェームズ・ルシーノによって執筆された正史の小説『ターキン』では、この共和国辺境領域保安軍が、エリアドゥの属するセスウェナ宙域における海賊や密輸行為の取り締まりを目的に結成された自警団を元に発展した、地方の自治組織に近い性質のものであることが語られている。ルーカスフィルムによってなされた「歴史の編纂」では、この軍隊の日本語名称は共和国保安部隊や共和国辺境宙域警備隊に変更され、銀河共和国が崩壊する数十年前に保有していた、主に宇宙空間での戦闘を想定した特殊部隊の1つという位置づけになっている様である（パナカ隊長が実戦訓練のために一時出向していた共和国特殊機動部隊も銀河系の治安維持が主任務の1つであり、同様の部隊だと考えられる）。
クローン大戦の時代にはターキンは共和国軍大佐の地位に就いており、『スター・ウォーズ/クローン・ウォーズ (テレビアニメ)』ではジェダイ・マスター・イーヴン・ピール指揮下の部隊に配属されている。共和国と独立星系連合との拠点を結び、互いにとって敵の手に渡れば致命傷になりかねない、ネクサス・ルートの座標を発見したピールの部隊は、その後独立星系連合の捕虜となり、尋問の為にジェダイ専用の刑務所であるシタデルへと連行されてしまう。この時ピールは戦艦のコンピュータから座標のデータを削除し、その座標を分割してターキンと共に記憶していた。共和国部隊による救出作戦の際にイーヴン・ピールは殺害されてしまうが、ピールが記憶していた情報は、彼の死の間際にアソーカ・タノに伝えられターキンも脱出に成功した。しかしネクサス・ルートの座標についてアソーカは、ジェダイ評議会にのみ報告を行う様命じられており、ターキンもパルパティーン最高議長にのみ報告する様に命じられていると主張した。その為ジェダイ評議会は、この件についてパルパティーンとの協議を余儀なくされた。この時ターキンは、シタデルからの脱出時に、敵よりも明らかに戦力が劣っているにもかかわらず、力に頼った強引な作戦を提案したり、要塞としてのシタデルの強固さを賞賛するなど、後のデス・スター構想へと繋がる思想の片鱗を見せていた。その後ターキンは提督に昇進し、アソーカがジェダイ聖堂を爆破したテロの容疑をかけられた際には裁判の統括を担当することになる。ターキンはアソーカの有罪を確信し、彼女に死刑を言い渡そうとしたが、直前でアソーカの師であるアナキン・スカイウォーカーが法廷に現れ、バリス・オフィーが真犯人であることを告発した。この事はその後の数年間にわたりターキンとアナキン、すなわち後のダース・ベイダーとの関係に禍根を残すことになる。
やがてターキンはクローン大戦終盤にエリアドゥに総督として帰任し、惑星ジオノーシス（非正史のスピンオフの設定では流刑惑星デスペイヤー）にて秘密裏にデス・スターの建造に着手した。
パルパティーンが自ら皇帝を称して銀河帝国を建国した直後、ターキンの冷徹さを象徴する事件が起きる。彼は独立星系連合に属していた惑星アンターIVへの報復攻撃を命じられたのだが、この惑星の住民には共和国を支持して惑星政府に反旗を翻していた者や、彼らを支援するために共和国によって派遣された工作員らも存在していた。しかし、ターキンはそうした者達までも数多く逮捕、処刑するよう命じたのである。この情報がメディアに流出すると、ターキンは激しい批判を浴びることになった。皇帝はそうした騒動からターキンを遠ざけるために、彼を独立星系連合残党の掃討作戦に派遣し、その後辺境基地の司令官という閑職に付ける事で事態の収拾を図る。この処分は一般的には左遷として受け止められていたが、実際にはターキンがアウター・リムでデス・スター建造を指揮していることへの隠蔽工作であった。
そして帝国樹立から五年後、ターキンは帝国初のグランド・モフという要職に任命されることとなる。帝国では当初、軍部内における総督職の最高位として「モフ」と呼ばれる階級を創設し、この階級に就く者が一つの星系や宙域を直轄する制度を敷いていた。そしてターキンもこのモフに任命された最初の二十人に含まれていたのだが、彼は複数の宙域に跨るオーバーセクターと呼ばれる領域を新たに制定し、その統治を総括する上位階級を置く必要があると考え、自ら皇帝に進言していた。グランド・モフとはこのターキンの進言に基づいて創設された、モフの上位に位置する階級である。これは事実上、皇帝が重臣たるターキンのために新設した最高階級であり、皇帝、ダース・ベイダー、ターキンの三人が銀河帝国の建国者であることの象徴でもあった。ターキンの場合、アウター・リムのほぼ全域を統括する権限を与えられていた。

## ターキン・ドクトリン
ターキン・ドクトリンとはターキンが唱えた教義に、メディアが付けた名前である。平和で豊かな銀河の実現と云う、皇帝のビジョン実現を目指す、帝国軍の正統性を強調するものである。かつての共和国の腐敗と分裂を引き合いに、モフやグランド・モフを頂点とする軍部の任命した総督が自己利益や保身に囚われること無く皇帝の下に統一された方針に従って各地を統治する事を宣言し、真の世界秩序の確立を謳った。また軍の存在意義は、この銀河を侵略し、民を奴隷化して搾取する者達や、政府に離反し国家転覆を図る者達から帝国市民を守ることであり、更に軍事力の行使は、そうした国家の脅威と成り得る勢力を、法に則って処罰する場合にのみ行われるとした。こうした彼の主張は帝国議会から大きな反発を招いたが、民衆からは相応の理解を獲得していた。

## ターキンの帝国軍における地位
皇帝、ダース・ベイダーと並ぶ三人の銀河帝国創設者と称された人物がターキンであった。彼は皇帝パルパティーンが共和国最高議長であった頃からの重臣であり、皇帝はグランド・モフという最高階級を用意することで、ターキンへの信頼を示したのである。更にデス・スター建造を監督したターキンは、アウター・リムの帝国領を思うがままに支配した。ターキンの権力は皇帝に次ぐ程のものであり、『エピソード4:新たなる希望』を見れば分かる通り、惑星一つを破壊するデス・スターのスーパー・レーザーを自由に使用出来るばかりか、ダース・ベイダーすら服従させる程に強大なものであった。ベイダーはかつてジェダイであった頃、第一印象こそターキンの傲慢さに嫌悪感を抱いたものの、長く接する中で次第にターキンを有能な人物として敬意を評す様になっていった。ターキンは帝国軍をその判断で自由に処刑する裁量を与えられており、彼に対する帝国内での恐怖は、フォースによって"私刑" を行うベイダーさえも凌いでいた。反乱者捕縛失敗の言い訳をベイダーに並びたてたマーケス・チュア大臣も、ターキンが直接報告を求めているというベイダーの脅しには屈するしかなかった。彼の死後、タッグ将軍が地上軍の大将軍に任命され、ベイダーがその配下に降格するなど、帝国軍の組織図は大きく刷新された。それまではベイダーは帝国の軍組織には属さない皇帝直属の立場にあり、配下の尋問官らとジェダイの残党や反逆者狩りを主任務としていた。ベイダーはその任務の為なら殆どの帝国軍の部隊を徴発できる立場にあったが、彼が徴発できない数少ない部隊がデス･スター等、ターキンの管轄下にある部隊だった。後にベイダーが頭角を現しタッグが失脚するまでは、ターキンに比肩する帝国ナンバー2の座は空席となる。
ターキンの胸の階級章は二列になっており、上が青6つ、下が赤3つとオレンジ3つになっている。エピソード5以降は帝国の将校の階級章はすべて二列になるが、エピソード4ではターキン以外の帝国将校は全員一列の階級章を付けており、ターキンのみが二列である。

## デス・スターの完成とターキンの死
長い歳月を経てデス・スターは遂に完成し、その頃勃興しつつあった反乱分子を殲滅すべく活動を開始した。だがその思惑も、デス・スターの設計開発に携わった科学者ゲイレン・アーソが帝国軍の脱走兵パイロットに、デス・スターの弱点に関する機密情報を流したことで大きく狂わされる。情報を受け取った反乱同盟軍はスカリフの戦いで惑星スカリフの帝国軍防衛艦隊に戦いを挑み、その戦闘の最中にスカリフの地表にある帝国軍のデータ保管施設、シタデル・タワーに侵入した部隊「ローグ・ワン」から、デス・スターの詳細な設計図のデータが上空の反乱軍艦隊へと送信された。ターキンは、ダース・ベイダーと連携して反乱軍を追い詰めるも、あと一歩のところで設計図のデータ＝テープが、戦場に居合わせた反乱軍の外交船タンティヴIVに乗船していた、惑星オルデラン選出の帝国元老院議員にして、反乱軍の指導者であるレイア・オーガナの元へと手渡された。
ダース・ベイダーは失地を挽回すべく、惑星タトゥイーン上空でレイアの搭乗するタンティヴIVを拿捕して、彼女をデス・スターへと連行。過酷な尋問にかけるも一切口を割らず、ターキンはレイアの面前で、彼女の故郷であり反乱軍の根拠地の一つでもあるオルデランを容赦なく破壊することで、デス・スターの威力を大いに誇示してはみたものの、状況は一向に進展せず、加えてレイア救出の為にデス・スターに乗り込んで来たルーク・スカイウォーカーらを取り逃がしてしまった。だが、ミレニアム・ファルコンに密かに発信機を取り付けることで、反乱軍基地の在処を見つけ出すことには成功し、ターキンはデス・スターとともに一路、惑星ヤヴィンへと向かう。
しかし反乱軍側は、ゲイレン・アーソによって意図的に作りだされた弱点を既に割り出していた。表面の排熱ダクトにプロトン魚雷を打ち込めば、反応炉は連鎖的に大爆発を起こす。反乱軍はデス・スターにXウイングとYウイングからなる混成部隊を送り込み、こうしてヤヴィンの戦いが勃発した。反乱軍基地が壊滅するのが先か、デス・スターが破壊されるのが先かと云った局面の中、ターキンは退避の勧めにも応じず頑なにデス・スターの勝利を信じて疑わなかったが、反乱軍基地への攻撃直前に、ルークの活躍によってついにデス・スターは破壊され、ターキン自身も運命を共にした。
この戦いで生き残ったデス・スターの関係者は、若干名のTIEファイターパイロットとダース・ベイダー、そして当時レイアの虚偽の自白に基づき、反乱軍基地捜索の為惑星ダントゥインに派遣されていたタッグ将軍らのみであった。

## ターキンの死が銀河に与えた影響
ターキンの死は、銀河系、特にアウター・リムに多大なる影響を与えた。ターキンは銀河帝国草創期、若しくは銀河共和国時代からパルパティーンの最大の支持者であり、帝国の成立と相まって、治安の悪いアウター・リムを統治する為の数々の特権を与えられていた。その権力は皇帝に次ぐものであり、デス・スター建造の指揮・監督権を与えられていたこと、更には惑星の破壊命令を自由に発動出来たことからもその強大さが窺える。ヤヴィンでの敗北は、アウター・リムを統治していた権力機構の最高司令部を一気に取り払うことになってしまった。その結果、各地では反乱の火の手が上がり、反乱同盟軍は一気に勢力を拡大した。

## ターキンの主な部下
- コナン・アントニオ・モッティ提督（Conan Antonio Motti）（演：リチャード・ルパルメンティエ） - 帝国宇宙軍提督。階級章は青2つ、赤4つ。会議室のシーンでフォースを侮辱してダース・ベイダーの不興を買いフォース・チョークを食らって絞殺されかけたが、ターキンの取り成しで辛うじて一命をとりとめた。デス・スター破壊時に死亡。
- カシオ・タッグ将軍（Cassio Tagge）（演：ドン・ヘンダーソン（英語版）） - 帝国地上軍将軍。階級章は赤6つ。デス・スター防衛司令官。反乱同盟軍にデス・スターの設計図を奪取されたことを深く危惧している。ヤヴィンの戦いの際、反乱軍基地捜索のため惑星ダントゥインに派遣されていてデス・スターを離れていたため唯一生存。ヤヴィンの戦い後の帝国軍組織改革の中で大将軍に任命された。
- ハースト・ロモディ将軍（Hurst Romodi）（演：アンディ・デ・ラ・トゥーア（英語版））  - 帝国地上軍将軍。 階級章は赤6つ。ローグ・ワンにおいてターキンの側近の役回りで登場。頭が剥げあがっている。エピソード4では会議室のシーンに会議の出席者の一人として登場しているがセリフはなく[4]、エキストラである（ローグワンで演じた役者とは別人。エンドロールに表記はなく誰が演じたかは不明）。デス・スター破壊時に死亡。

## 非正史（レジェンズ）
小説『偽りの仮面』では惑星エリアドゥの副総督時代のターキンが登場。アウター・リムにおける通商を巡るサミットがエリアドゥで開かれた際、ターキンは自らの私邸をサミットに出席するために訪れたヴァローラム議長の逗留地として提供した。なお、この小説自体は非正史（レジェンズ）に区分されているが、正史（カノン）の小説『ターキン』でも過去にほぼ同様の出来事が起きていた事が語られている。
小説『ローグ・プラネット』では『エピソードI：ファントムメナス』から三年後、ターキンはスター・デストロイヤー等を設計したサイナー・フリート・システムズ社の社長である友人のレイス・サイナーから、惑星規模の巨大宇宙船についてのアイデアを聞かされ、またその頃、銀河の辺境に位置する惑星ゾナマ・セコートでのみ作られる、セコート船と呼ばれる生きた宇宙船に強く興味を抱き、この惑星をどうにか征服しようとした。だがそこには偶然にも、オビ＝ワン・ケノービと彼のパダワンのアナキン・スカイウォーカーがおり、彼らの活躍と、ユージャン・ヴォングの母星ユージャンターの破片であるゾナマ・セコート自身がハイパードライブを起動して、惑星ごと何処かへ飛び去っていってしまったが為に、ターキンの企みは失敗に終わる。だがターキンは、サイナーの発案した宇宙要塞のアイデアを自らの構想として売り込み、やがて失地回復を果たした。
銀河帝国の成立後間も無い頃、ゴーマンへの増税に抗議する大規模なグループが、秩序だった座り込みによって宇宙船の着陸デッキを占拠した。これに対しターキンは、彼らの頭上に自身の船を平然と着陸させ、大勢の罪も無い市民を虐殺した。これは後にゴーマンの虐殺として広く知られる様になる。そして、反社会勢力への徹底的な弾圧と強権的な恐怖政治、「力そのものより、力への恐怖によって統治せよ」をモットーとする「ターキン・ドクトリン」が確立された。尚、「ターキン・ドクトリン」「ゴーマンの虐殺」といった用語は正史にも登場しているが、その主旨や内容は大幅に異なっている。
デス・スターが完成すると、ベイダーは皇帝の密使として、ターキンが皇帝に離反しない様、密かに監視する役目も担っていた。実際、ターキンの側近モッティ提督に至っては、ターキンに皇帝への謀反を強く勧めていた。デス・スターと云う絶大な力を得たターキンは実質的に皇帝に比肩する程の力を持つこととなり、最早皇帝にとってターキンは、危険極まりない存在となり始めていたのである。実の所ターキンは、自ら皇帝に取って代わる野望を抱いていた。
ターキンの死後、帝国側もこの事態を非常に重く見て、彼の目指した反乱軍殲滅を果たすべく、スーパー・スター・デストロイヤー「エグゼキューター」を新たに建造し、第一級の艦船からなる機動艦隊「死の小艦隊」を編成して、皇帝の右腕であるダース・ベイダーにその指揮を一任し、反乱軍追撃と銀河の治安維持とを行わせた。ターキンの後継者として、グランドモフ・アーダス・ケインがアウター・リムの統括を引き継いだが、ケインに与えられた権限はターキンのそれと比べるべくもなかった。皇帝の死後、ケインは帝国からの独立を宣言してペンタスター同盟に加わるも、後に暗殺された。

## 演じた人物

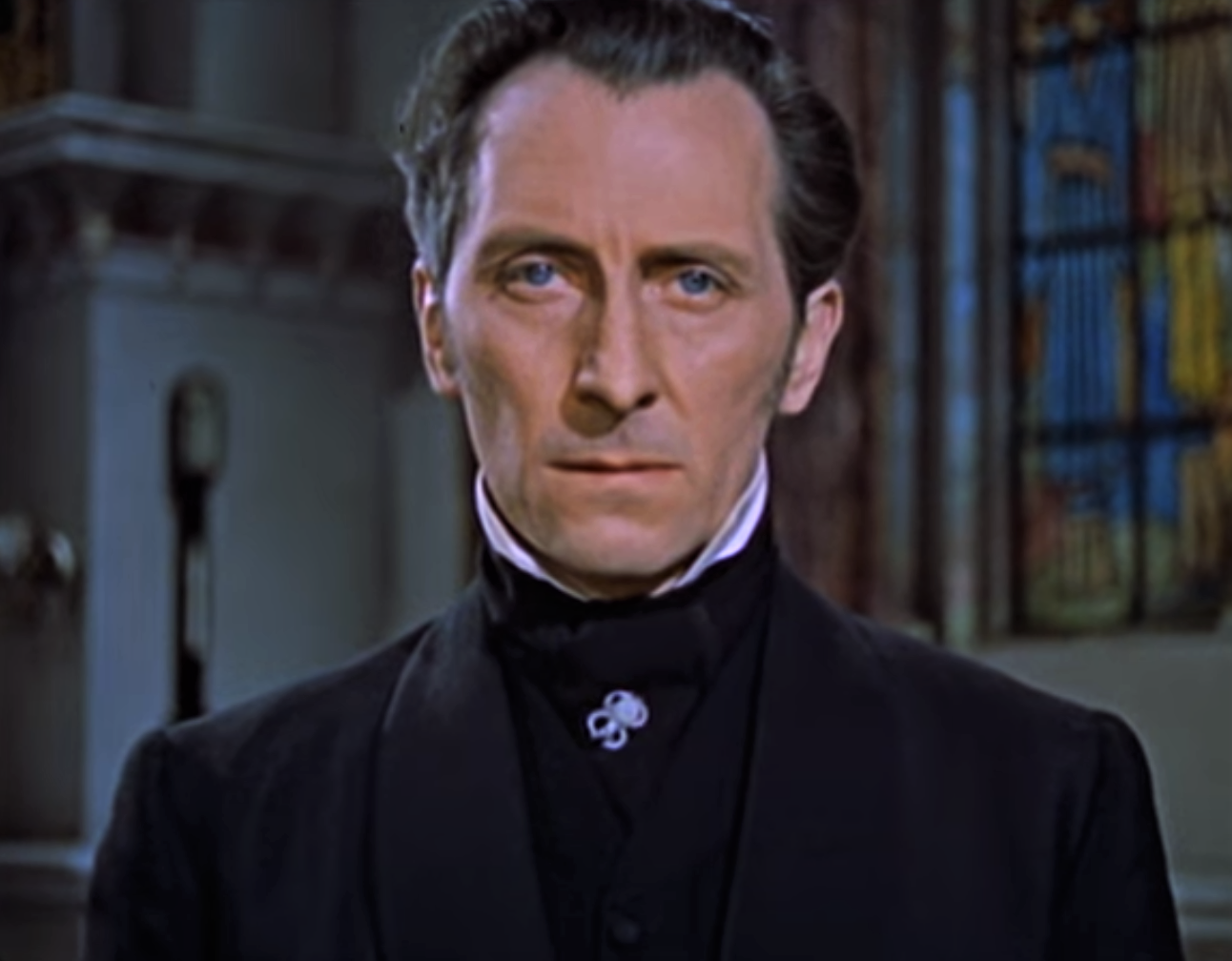
ターキンを演じたピーター・カッシング（1957年映画『フランケンシュタインの復讐』より）

初登場のエピソード4ではフランケンシュタインや吸血鬼ドラキュラシリーズ等、クラシックホラー映画の大スターとして知られるイギリスの名優ピーター・カッシングが演じた。ジョージ・ルーカスは自身のSF大作に無名の役者をキャスティングすることが多かったが、大好きだったハマー・フィルム・プロダクションの常連カッシングを起用した経緯がある。
エピソード3では製作当時ピーター・カッシングがすでに死去していたことから、彼と比較的容姿が似ているウェイン・パイグラムが演じているが、映画終盤にデス・スター建設を視察する皇帝パルパティーンの横に立っている1シーンのみの出演であり、セリフはない。
ローグ・ワンではガイ・ヘンリーが演じているが、顔の部分のみCGとモーションキャプチャーを駆使してピーター・カッシングの顔を再現している。インダストリアル・ライト&マジック社がカッシングの演技を徹底的に研究したうえで筋肉の細やかな動き、頭の振り方、唇のねばつきに至るまでフレーム単位でこだわって微調整を続けて再現したものであり、CGとは思えないその出来は映画界に衝撃を与えた。『ローグ・ワン』原案・製作総指揮・視覚効果スーパーバイザーの三役を務めたジョン・ノールによれば、ターキンの再現がうまくいかなかった場合はターキンの出番を大幅に減らすか、ターキンがホログラムで会議に参加してくる形にしようと考えていたというが、想像以上にうまく再現できたので多くのシーンにターキンが登場することになったという。同時に故人の俳優をCGで蘇らせ、本人の意思と無関係に演技をさせるということについて論理問題も引き起こし、これについてジョン・ノールは「本作でターキンが担った役割を、きっとカッシングは喜んで演じただろうと思いたい」とコメントしている。
アニメ作品の「クローンウォーズ」と「反乱者たち」ではスティーブン・スタントンが声優をしている。

## その他
- EP4公開当時、「グランド・モフ」という単語が銀河帝国軍における階級名であるという設定の周知が不十分となっており、特にその傾向が顕著であった日本語媒体においてはスターログ日本版でも『偉大なモフ・ターキン』と紹介されていた。
- EP4においてターキンを演じるピーター・カッシングは他作品においても悪役に定評のある俳優であるが、演者本人についてレイア姫役のキャリー・フィッシャーは「優しい方」と評している。
- EP4の撮影時、カッシングの足のサイズとターキンの衣装のブーツのサイズが合わなかった。その為、カッシングは監督のジョージ・ルーカスに足元を写さないように頼み、スリッパを履いて撮影に臨んだという。
- カッシングがターキン総督役で出演することになった際に、クリストファー・リーから「グランド・モフって何者？」という内容の手紙を受け取った。カッシングはリーに「僕もわからない」という返事を送った[7]。カッシングの没後、リーもスター・ウォーズシリーズのプリクエル・トリロジーに出演、ドゥークー伯爵を演じた。

## 日本語吹き替え声優
ピーター・カッシング（エピソード4）
- ソフト版、日本テレビ版（特別篇）：大木民夫
- THE STORY OF THE STAR WARS 版：山田康雄
- 劇場公開版：北村弘一
- 日本テレビ旧録版、日本テレビ新録版：川辺久造

スティーブン・スタントン（アニメ作品）
- アニメクローン・ウォーズ：大木民夫
- 反乱者たち、バッド・バッチ：小形満

ガイ・ヘンリー（演技・声） / ピーター・カッシング（CG・アーカイブ映像）（ローグ・ワン）
- 伊藤和晃

トレバー・デュバル（恐怖のハロウィーン）
- 伊藤和晃